# Florida State University
Florida State University (afkorting FSU, ook vaak Florida State genaamd) is een Amerikaanse openbare onderzoeksuniversiteit, die deel uitmaakt van het National Space Grant College and Fellowship Program en National Sea Grant College Program. 
De universiteit is opgericht in 1851, en daarmee momenteel de oudste instelling voor hoger onderwijs in Florida. De primaire campus van de universiteit ligt in Tallahassee, en beslaat een oppervlakte van 5,6 km². Daarnaast is er nog de  FSU Southwest Campus, met een oppervlakte van 3,4 km². In 2017 stond de universiteit als 38e op U.S. News & World Report’s lijst van beste universiteiten in de Verenigde Staten. 
De universiteit heeft eigen sportteams, gezamenlijk de Florida State Seminoles genaamd, welke lid zijn van de NCAA.

## Faculteiten
De universiteit telt momenteel de volgende faculteiten:
- College of Arts & Sciences (1901)
- College of Human Sciences (1901)
- College of Education (1901)
- College of Music (1901)
- College of Social Work (1928)
- College of Visual Arts, Theatre & Dance (1943)
- College of Communication and Information (1947)
- College of Business (1950)
- College of Nursing (1950)
- College of Law (1966)
- College of Social Sciences and Public Policy (1973)
- College of Criminology and Criminal Justice (1974)
- College of Engineering (1983)
- College of Motion Picture, Television and Recording Arts (1989)
- College of Medicine (2000)
- School of Communication (2009)
- School of Communivation Science and Disorders (2009)
- Jim Moran School of Entrepeneurship (2017)

## Bekende alumni
- Allen Boyd – Politicus
- Megan Campbell – Voetbalster
- Sam Cassell – Basketbalster
- Janice Cayman – Voetbalster
- Charlie Crist – Politicus, voormalig gouverneur van Florida.
- Walter Dix - Atleet
- Sebastian Janikowski – Americanfootballspeler
- Brad Johnson – Americanfootballspeler
- Stephen Montague – Componist
- Scott Player – Americanfootballspeler
- Burt Reynolds – Acteur
- Deion Sanders - Americanfootballspeler en honkballer
- Maman Sambo Sidikou – Politicus
- Ron Simmons – Worstelaar
- Isaiah Swann – Basketballer
- Robin Swicord – Filmregisseur en scriptschrijfster
- Norman Earl Thagard – Astronaut
- Mark Tremonti – Gitarist
- Charlie Ward – Americanfootballspeler en basketballer
- Björn Werner – Americanfootballspeler
- Jameis Winston – Americanfootballspeler